# Branimir Aleksić
Branimir Aleksić (cirill betűkkel: Бранимир Алексић; Szabadka, 1990. december 24. –) szerb válogatott labdarúgókapus, a Mezőkövesd játékosa.

## Pályafutása

### Klubcsapatokban
Aleksić a szerb Spartak Subotica akadémiáján nevelkedett, a felnőtt csapatban bajnoki mérkőzésen 2009-ben mutatkozott be a szerb másodosztályban. 2008 és 2014 között száztizennégy bajnokin lépett pályára a Spartak Suboticában. 2014 és 2016 között a görög élvonalbeli AÉL Kalonísz csapatában mindössze három bajnoki mérkőzésen védett. A 2016-2017-es szezonban a szerb élvonalbeli Borac Čačak játékosa volt, húsz bajnoki mérkőzésen lépett pályára. 2017 és 2020 között a magyar másodosztályú Szeged-Csanád Grosics Akadémia játékosa volt.

### Válogatottban
Aleksić többszörös szerb korosztályos válogatott. 2012-ben mutatkozott be a szerb válogatottban, egy Svédország elleni barátságos mérkőzésen.

#### Mérkőzései a szerb válogatottban
| #  | Dátum           | Ellenfél   | Eredmény | Kiírás              | Esemény |
| -- | --------------- | ---------- | -------- | ------------------- | ------- |
| 1. | 2012. június 5. | Svédország | 1 – 2    | barátságos mérkőzés | 46'     |

## Sikerei, díjai
- Szeged-Csanád Grosics Akadémia
  - NB III bajnok: 2018–19